# Канбакти
Канбакти́ (каз. Қаңбақты) — село у складі Шалкарського району Актюбінської області Казахстану. Входить до складу Бозойського сільського округу.
У радянські часи село називалось Аяккум.
Населення — 185 осіб (2021; 173 у 2009, 360 у 1999, 658 у 1989).